# Neolophonotus quickelbergei
Neolophonotus quickelbergei là một loài ruồi trong họ Asilidae. Neolophonotus quickelbergei được Londt miêu tả lần đầu tiên vào năm 1988. Loài này phân bố ở vùng nhiệt đới châu Phi.